# Schweizer Meisterschaften im Skilanglauf 1973
Die Schweizer Meisterschaften im Skilanglauf 1973 fanden vom 28. Januar 1973 bis zum 4. Februar 1973 in San Bernardino, Splügen und Klosters statt. Ausgetragen wurden bei den Männern die Distanzen 15 km, 30 km und 50 km, und die 4 × 10 km Staffel. Bei den Frauen fand ein Rennen über 10 km und die 3 × 5,5 km Staffel. statt. Erfolgreichster Skilangläufer war der Obergomser Edi Hauser, der über 30 km und 50 km, sowie mit der Staffel von SC Obergoms gewann. Zudem siegte Alfred Kälin über 15 km. Bei den Frauen wurde Rosmarie Kurz Meisterin im Rennen über 10 km. Für das Frauen-Staffelrennen wurde kein Meistertitel, aufgrund der geringen Beteiligung, vergeben.

## Männer

### 30 km
| Platz | Name             | Verein            | Zeit (std) |
| ----- | ---------------- | ----------------- | ---------- |
| 01    | Edi Hauser       | SC Obergoms       | 1:45:10,1  |
| 02    | Alfred Kälin     | SC Einsiedeln     | 1:46:46,2  |
| 03    | Werner Geeser    | Arosa             | 1:47:02,5  |
| 04    | Heinz Gähler     | SC Herisau        | 1:47:20,2  |
| 05    | Albert Giger     | Alpina St. Moritz | 1:48:16,8  |
| 06    | Louis Jaggi      | Im Fang           | 1:48:39,9  |
| 07    | Erwin Wallmann   | Giswil            | 1:49:08,3  |
| 08    | Georges Ducommun | La Sagne          | 1:50:13,9  |
| 09    | Battesta Albin   | Disentis          | 1:51:53,8  |
| 10    | Mario Pesenti    | Le Brassus        | 1:52:04,9  |

Datum: Sonntag, 28. Januar 1973 in San Bernardino

Zum Auftakt gewann der Obergomser Edi Hauser mit einer Minute und 36 Sekunden Vorsprung auf dem Vorjahressieger Alfred Kälin.

### 15 km
| Platz | Name              | Verein            | Zeit (min) |
| ----- | ----------------- | ----------------- | ---------- |
| 01    | Alfred Kälin      | SC Einsiedeln     | 54:16,8    |
| 02    | Albert Giger      | Alpina St. Moritz | 54:30,1    |
| 03    | Heinz Gähler      | SC Herisau        | 54:31,1    |
| 04    | Edi Hauser        | SC Obergoms       | 54:54,3    |
| 05    | Erwin Wallmann    | Giswil            | 55:22,0    |
| 06    | Ulrich Wenger     | SC Obergoms       | 55:58,5    |
| 07    | Bruno Zumoberhaus | Grenzwachtkorps   | 56:06,5    |
| 08    | Georges Ducommun  | La Sagne          | 56:45,5    |
| 09    | Hans-Ueli Kreuzer | SC Obergoms       | 56:47,0    |
| 10    | Leo Dräyer        | Lenk              | 57:04,2    |

Datum: Mittwoch, 31. Januar 1973 in Splügen

### 50 km
| Platz | Name               | Verein            | Zeit (std) |
| ----- | ------------------ | ----------------- | ---------- |
| 01    | Edi Hauser         | SC Obergoms       | 3:05:12,3  |
| 02    | Alfred Kälin       | SC Einsiedeln     | 3:08:02,9  |
| 03    | Werner Geeser      | Arosa             | 3:09:15,8  |
| 04    | Andre Ducommun     | La Sagne          | 3:14:17,8  |
| 05    | Ulrich Wenger      | SC Obergoms       | 3:15:35,8  |
| 06    | Giuseppe Dermon    | SC Disentis       | 3:18:11,8  |
| 07    | Fritz Keller       | Cernets           | 3:18:44,6  |
| 08    | Albert Giger       | Alpina St. Moritz | 3:19:07,3  |
| 09    | Roberto Parolini   | Alpina St. Moritz | 3:19:45,7  |
| 10    | Horst Himmelberger | Grenzwachtkorps   | 3:19:57,4  |

Datum: Sonntag, 4. Februar 1973 in Klosters

Wie über 30 km gewann Edi Hauser vor Alfred Kälin und Werner Geeser und holte damit seinen ersten Meistertitel über 50 km.

### 4 × 10 km Staffel
| Platz | Namen                                                          | Verein            | Zeit (std) |
| ----- | -------------------------------------------------------------- | ----------------- | ---------- |
| 01    | Ulrich Wenger Konrad Hallenbarter Hans-Ueli Kreuzer Edi Hauser | SC Obergoms       | 2:21:06,7  |
| 02    | Urs Roner Roberto Parolini Hanspeter Kasper Albert Giger       | Alpina St. Moritz | 2:23:29,8  |
| 03    | Felix Ochsner Paul Rief Alfred Kälin Alois Oberholzer          | SC Einsiedeln     | 2:25:12,3  |
| 04    | Franz Renggli Franz Bieri Josef Haas Kurt Lötscher             | SC Marbach        | 2:26:32,4  |

Datum: Donnerstag, 1. Februar 1973 in Splügen

## Frauen

### 10 km
| Platz | Name               | Verein                | Zeit (min) |
| ----- | ------------------ | --------------------- | ---------- |
| 01    | Rosmarie Kurz      | Winterthur            | 49:18,8    |
| 02    | Francoise Stahel   | Klosters              | 49:38,8    |
| 03    | Vreni Roffler      | SC Bernina Pontresina | 49:46,2    |
| 04    | Susanne Lüthi      | Spillgerten           | 49:50,0    |
| 05    | Rita Gisler        | Isenthal              | 50:45,5    |
| 06    | Christine Strupler | Bern                  | 50:50,4    |

Datum: Mittwoch, 31. Januar 1973 in Splügen

Kurz gewann nach den Vorjahresplätzen drei und zwei ihren ersten Meistertitel.

### 3 × 5,5 km Staffel
| Platz | Namen                                       | Verein                | Zeit (std) |
| ----- | ------------------------------------------- | --------------------- | ---------- |
| 01    | Heidi Plüss Rail Bedford Doris Petrig       | SC Einsiedeln         | 1:14:02,8  |
| 02    | Lulu Brunner Margrit Russi Rosmarie Kurz    | Zürcher Skiverband    | 1:15:32,1  |
| 03    | Francoise Stahel Ursula Bösch Vreni Roffler | SC Bernina Pontresina | 1:15:35,4  |

Datum: Donnerstag, 1. Februar 1973 in Splügen

Es wurde aufgrund der geringen Beteiligung kein Meistertitel vergeben.